# La Liga 2017/2018
La Liga 2017/2018 var den 87:e säsongen av La Liga, Spaniens högsta division i fotboll för herrar. Säsongen inleddes den 18 augusti 2017 och pågick fram till 20 maj 2018.
Real Madrid är försvarande mästare medan Levante UD, Girona FC och Getafe CF flyttas upp från Segunda División 2016-17.

## Lag
20 lag deltar i ligan - de 17 bäst placerade lagen från den föregående säsongen samt tre lag uppflyttade från Segunda División.

### Arenor
Atlético Madrid kommer iår att spela på sin nya arena, Wanda Metropolitano.
På grund av Girona spelar i La Liga för första gången kommer de att utöka sin arena Estadi Montilivi tillfälligt med kapacitet för 13 500 åskådare.
| Lag                 | Region       | Ort             | Arena                   | Kapacitet |
| ------------------- | ------------ | --------------- | ----------------------- | --------- |
| Alavés              | Baskien      | Vitoria-Gasteiz | Mendizorrotza           | 19 840    |
| Athletic Bilbao     | Baskien      | Bilbao          | Estadio San Mamés       | 53 289    |
| Atlético Madrid     | Madrid       | Madrid          | Wanda Metropolitano     | 67 703    |
| Barcelona           | Katalonien   | Barcelona       | Camp Nou                | 99 354    |
| Celta Vigo          | Galicien     | Vigo            | Balaídos                | 29 000    |
| Deportivo La Coruña | Galicien     | A Coruña        | Abanca-Riazor           | 32 912    |
| Eibar               | Baskien      | Eibar           | Ipurua                  | 7 083     |
| Espanyol            | Katalonien   | Barcelona       | Estadi Cornellà-El Prat | 40 500    |
| Getafe              | Madrid       | Getafe          | Coliseum Alfonso Pérez  | 17 000    |
| Girona              | Katalonien   | Girona          | Montilivi               | 13 500    |
| Las Palmas          | Kanarieöarna | Las Palmas      | Estadio Gran Canaria    | 33 111    |
| Leganés             | Madrid       | Leganés         | Butarque                | 10 922    |
| Levante             | Valencia     | Valencia        | Ciutat de València      | 26 354    |
| Málaga              | Andalusien   | Málaga          | La Rosaleda             | 30 044    |
| Real Betis          | Andalusien   | Sevilla         | Benito Villamarín       | 60 720    |
| Real Madrid         | Madrid       | Madrid          | Santiago Bernabéu       | 81 044    |
| Real Sociedad       | Baskien      | San Sebastián   | Anoeta                  | 32 000    |
| Sevilla             | Andalusien   | Sevilla         | Ramón Sánchez Pizjuán   | 42 714    |
| Valencia            | Valencia     | Valencia        | Mestalla                | 49 500    |
| Villarreal          | Valencia     | Villarreal      | Estadio de la Cerámica  | 24 890    |

### Klubbinformation
| Lag                 | Tränare              | Kapten           | Ställtillverkare | Tröjsponsor                                                     |
| ------------------- | -------------------- | ---------------- | ---------------- | --------------------------------------------------------------- |
| Alavés              | Abelardo Fernández   | Manu García      | Kelme            | LEA, Álava,, Euskaltel                                          |
| Athletic Bilbao     | José Ángel Ziganda   | Markel Susaeta   | New Balance      | Kutxabank                                                       |
| Atlético Madrid     | Diego Simeone        | Gabi             | Nike             | Plus500                                                         |
| Barcelona           | Ernesto Valverde     | Andrés Iniesta   | Nike             | Rakuten, Unicef, Beko                                           |
| Celta Vigo          | Juan Carlos Unzué    | Hugo Mallo       | Adidas           | Estrella Galicia 0,0, Abanca                                    |
| Deportivo La Coruña | Clarence Seedorf     | Pedro Mosquera   | Macron           | Estrella Galicia 0,0                                            |
| Eibar               | José Luis Mendilibar | Dani García      | Puma             | AVIA, Wiko                                                      |
| Espanyol            | David Gallego        | Javi López       | Joma             | Rastar Group, InnJoo, Riviera Maya                              |
| Getafe              | José Bordalás        | Mehdi Lacen      | Joma             | Tecnocasa Group                                                 |
| Girona              | Pablo Machín         | Eloi Amagat      | Umbro            | StarCasino, Costa Brava                                         |
| Las Palmas          | Paco Jémez           | David García     | Acerbis          | Gran Canaria, IOC, beCordial Sports, Volkswagen, Domingo Alonso |
| Leganés             | Asier Garitano       | Martín Mantovani | Joma             | Royal Jordanian, MBuzz Sport, GoldenPark                        |
| Levante             | Paco López           | Pedro López      | Macron           | East United, València                                           |
| Málaga              | José González        | Recio            | Nike             | Marathonbet, Benahavís                                          |
| Real Betis          | Quique Setién        | Joaquín          | Adidas           | Wiko                                                            |
| Real Madrid         | Zinedine Zidane      | Sergio Ramos     | Adidas           | Emirates                                                        |
| Real Sociedad       | Imanol Alguacil      | Xabi Prieto      | Adidas           | Qbao.com                                                        |
| Sevilla             | Joaquín Caparrós     | Nicolás Pareja   | New Balance      | PlayWSOP.com                                                    |
| Valencia            | Marcelino            | Daniel Parejo    | Adidas           | BLU, beIN Sports, Alfa Romeo                                    |
| Villarreal          | Javier Calleja       | Bruno            | Joma             | Pamesa Cerámica                                                 |

### Tränarförändringar
| Lag                 | Dåvarande tränare     | Anledning till förändring | Datum             | Ligaposition | Ny tränare         | Anställningsdatum |
| ------------------- | --------------------- | ------------------------- | ----------------- | ------------ | ------------------ | ----------------- |
| Sevilla             | Jorge Sampaoli        | Värvad av Argentina       | 20 maj 2017       | Försäsong    | Eduardo Berizzo    | 1 juni 2017       |
| Valencia            | Voro                  | Tillfälig tränartid slut  | 21 maj 2017       | Försäsong    | Marcelino          | 11 maj 2017       |
| Real Betis          | Alexis Trujillo       | Tillfälig tränartid slut  | 26 maj 2017       | Försäsong    | Quique Setién      | 26 maj 2017       |
| Athletic Bilbao     | Ernesto Valverde      | Avgick                    | 23 maj 2017       | Försäsong    | José Ángel Ziganda | 24 maj 2017       |
| Alavés              | Mauricio Pellegrino   | Gick till Southampton     | 29 maj 2017       | Försäsong    | Luis Zubeldía      | 17 juni 2017      |
| Barcelona           | Luis Enrique          | Kontraktslut              | 29 maj 2017       | Försäsong    | Ernesto Valverde   | 29 maj 2017       |
| Celta Vigo          | Eduardo Berizzo       | Kontraktslut              | 30 juni 2017      | Försäsong    | Juan Carlos Unzué  | 28 maj 2017       |
| Las Palmas          | Quique Setién         | Kontraktslut              | 30 juni 2017      | Försäsong    | Manolo Márquez     | 3 juli 2017       |
| Alavés              | Luis Zubeldía         | Avskedade                 | 17 september 2017 | 20:e         | Gianni De Biasi    | 22 september 2017 |
| Villarreal          | Fran Escribá          | Avskedade                 | 25 september 2017 | 14:e         | Javier Calleja     | 25 september 2017 |
| Las Palmas          | Manolo Márquez        | Avgick                    | 26 september 2017 | 15:e         | Pako Ayestarán     | 27 september 2017 |
| Deportivo La Coruña | Pepe Mel              | Avskedade                 | 24 oktober 2017   | 17:e         | Cristóbal Parralo  | 24 oktober 2017   |
| Alavés              | Gianni De Biasi       | Avskedade                 | 27 november 2017  | 20:e         | Abelardo Fernández | 1 december 2017   |
| Las Palmas          | Pako Ayestarán        | Avskedade                 | 30 november 2017  | 19:e         | Paco Jémez         | 21 december 2017  |
| Sevilla             | Eduardo Berizzo       | Avskedade                 | 22 december 2017  | 5:e          | Vincenzo Montella  | 28 december 2017  |
| Málaga              | Míchel                | Avskedade                 | 13 januari 2018   | 19:e         | José González      | 13 januari 2018   |
| Deportivo La Coruña | Cristóbal Parralo     | Avskedade                 | 4 februari 2018   | 18:e         | Clarence Seedorf   | 5 februari 2018   |
| Levante             | Juan Muñiz            | Avskedade                 | 4 mars 2018       | 17:e         | Paco López         | 4 mars 2018       |
| Real Sociedad       | Eusebio Sacristán     | Avskedade                 | 18 mars 2018      | 15:e         | Imanol Alguacil    | 18 mars 2018      |
| Espanyol            | Quique Sánchez Flores | Avskedade                 | 20 april 2018     | 16:e         | David Gallego      | 20 april 2018     |
| Sevilla             | Vincenzo Montella     | Avskedade                 | 28 april 2018     | 7:e          | Joaquín Caparrós   | 28 april 2018     |

## Tabeller

### Poängtabell
| Nr | Lag                 | S  | V  | O  | F  | GM | IM | MS  | P  |
| -- | ------------------- | -- | -- | -- | -- | -- | -- | --- | -- |
| 1  | Barcelona           | 38 | 28 | 9  | 1  | 99 | 29 | +70 | 93 |
| 2  | Atlético Madrid     | 38 | 23 | 10 | 5  | 58 | 22 | +36 | 79 |
| 3  | Real Madrid (RL)    | 38 | 22 | 10 | 6  | 94 | 44 | +50 | 76 |
| 4  | Valencia            | 38 | 22 | 7  | 9  | 65 | 38 | +27 | 73 |
| 5  | Villarreal          | 38 | 18 | 7  | 13 | 57 | 50 | +7  | 61 |
| 6  | Real Betis          | 38 | 18 | 6  | 14 | 60 | 61 | −1  | 60 |
| 7  | Sevilla             | 38 | 17 | 7  | 14 | 49 | 58 | −9  | 58 |
| 8  | Getafe (U)          | 38 | 15 | 10 | 13 | 42 | 33 | +9  | 55 |
| 9  | Girona (U)          | 38 | 14 | 9  | 15 | 50 | 59 | −9  | 51 |
| 10 | Eibar               | 38 | 14 | 9  | 15 | 44 | 50 | −6  | 51 |
| 11 | Espanyol            | 38 | 12 | 13 | 13 | 36 | 42 | −6  | 49 |
| 12 | Real Sociedad       | 38 | 14 | 7  | 17 | 66 | 59 | +7  | 49 |
| 13 | Celta Vigo          | 38 | 13 | 10 | 15 | 59 | 60 | −1  | 49 |
| 14 | Alavés              | 38 | 15 | 2  | 21 | 40 | 50 | −10 | 47 |
| 15 | Levante (U)         | 38 | 11 | 13 | 14 | 44 | 58 | −14 | 46 |
| 16 | Athletic Bilbao     | 38 | 10 | 13 | 15 | 41 | 49 | −8  | 43 |
| 17 | Leganés             | 38 | 12 | 7  | 19 | 34 | 51 | −17 | 43 |
| 18 | Deportivo La Coruña | 38 | 6  | 11 | 21 | 38 | 76 | −38 | 29 |
| 19 | Las Palmas          | 38 | 5  | 7  | 26 | 24 | 74 | −50 | 22 |
| 20 | Málaga              | 38 | 5  | 5  | 28 | 24 | 61 | −37 | 20 |

### Resultattabell
| Hemma \ Borta       | ALA | ATH | ATM | BAR | CEL | DEP | EIB | ESP | GET | GIR | LPA | LEG | LEV | MÁL | RBE | RMA | RSO | SEV | VAL | VIL |
| Alavés              | —   | 3–1 | 0–1 | 0–2 | 2–1 | 1–0 | 1–2 | 1–0 | 2–0 | 1–2 | 2–0 | 2–2 | 1–0 | 1–0 | 1–3 | 1–2 | 0–2 | 1–0 | 1–2 | 0–3 |
| Athletic Bilbao     | 2–0 | —   | 1–2 | 0–2 | 1–1 | 2–3 | 1–1 | 0–1 | 0–0 | 2–0 | 0–0 | 2–0 | 1–3 | 2–1 | 2–0 | 0–0 | 0–0 | 1–0 | 1–1 | 1–1 |
| Atlético Madrid     | 1–0 | 2–0 | —   | 1–1 | 3–0 | 1–0 | 2–2 | 0–2 | 2–0 | 1–1 | 3–0 | 4–0 | 3–0 | 1–0 | 0–0 | 0–0 | 2–1 | 2–0 | 1–0 | 1–1 |
| Barcelona           | 2–1 | 2–0 | 1–0 | —   | 2–2 | 4–0 | 6–1 | 5–0 | 0–0 | 6–1 | 3–0 | 3–1 | 3–0 | 2–0 | 2–0 | 2–2 | 1–0 | 2–1 | 2–1 | 5–1 |
| Celta Vigo          | 1–0 | 3–1 | 0–1 | 2–2 | —   | 1–1 | 2–0 | 2–2 | 1–1 | 3–3 | 2–1 | 1–0 | 4–2 | 0–0 | 3–2 | 2–2 | 2–3 | 4–0 | 1–1 | 0–1 |
| Deportivo La Coruña | 1–0 | 2–2 | 0–1 | 2–4 | 1–3 | —   | 1–1 | 0–0 | 2–1 | 1–2 | 1–1 | 1–0 | 2–2 | 3–2 | 0–1 | 0–3 | 2–4 | 0–0 | 1–2 | 2–4 |
| Eibar               | 0–1 | 0–1 | 0–1 | 0–2 | 0–4 | 0–0 | —   | 3–1 | 0–1 | 4–1 | 1–0 | 1–0 | 2–2 | 1–1 | 5–0 | 1–2 | 0–0 | 5–1 | 2–1 | 1–0 |
| Espanyol            | 0–0 | 1–1 | 1–0 | 1–1 | 2–1 | 4–1 | 0–1 | —   | 1–0 | 0–1 | 1–1 | 0–1 | 0–0 | 4–1 | 1–0 | 1–0 | 2–1 | 0–3 | 0–2 | 1–1 |
| Getafe              | 4–1 | 2–2 | 0–1 | 1–2 | 3–0 | 3–0 | 0–0 | 1–0 | —   | 1–1 | 2–0 | 0–0 | 0–1 | 1–0 | 0–1 | 1–2 | 2–1 | 0–1 | 1–0 | 4–0 |
| Girona              | 2–3 | 2–0 | 2–2 | 0–3 | 1–0 | 2–0 | 1–4 | 0–2 | 1–0 | —   | 6–0 | 3–0 | 1–1 | 1–0 | 0–1 | 2–1 | 1–1 | 0–1 | 0–1 | 1–2 |
| Las Palmas          | 0–4 | 1–0 | 1–5 | 1–1 | 2–5 | 1–3 | 1–2 | 2–2 | 0–1 | 1–2 | —   | 0–2 | 0–2 | 1–0 | 1–0 | 0–3 | 0–1 | 1–2 | 2–1 | 0–2 |
| Leganés             | 1–0 | 1–0 | 0–0 | 0–3 | 1–0 | 0–0 | 0–1 | 3–2 | 1–2 | 0–0 | 0–0 | —   | 0–3 | 2–0 | 3–2 | 1–3 | 1–0 | 2–1 | 0–1 | 3–1 |
| Levante             | 0–2 | 1–2 | 0–5 | 5–4 | 0–1 | 2–2 | 2–1 | 1–1 | 1–1 | 1–2 | 2–1 | 0–0 | —   | 1–0 | 0–2 | 2–2 | 3–0 | 2–1 | 1–1 | 1–0 |
| Málaga              | 0–3 | 3–3 | 0–1 | 0–2 | 2–1 | 3–2 | 0–1 | 0–1 | 0–1 | 0–0 | 1–3 | 0–2 | 0–0 | —   | 0–2 | 1–2 | 2–0 | 0–1 | 1–2 | 1–0 |
| Real Betis          | 2–0 | 0–2 | 0–1 | 0–5 | 2–1 | 2–1 | 2–0 | 3–0 | 2–2 | 2–2 | 1–0 | 3–2 | 4–0 | 2–1 | —   | 3–5 | 0–0 | 2–2 | 3–6 | 2–1 |
| Real Madrid         | 4–0 | 1–1 | 1–1 | 0–3 | 6–0 | 7–1 | 3–0 | 2–0 | 3–1 | 6–3 | 3–0 | 2–1 | 1–1 | 3–2 | 0–1 | —   | 5–2 | 5–0 | 2–2 | 0–1 |
| Real Sociedad       | 2–1 | 3–1 | 3–0 | 2–4 | 1–2 | 5–0 | 3–1 | 1–1 | 1–2 | 5–0 | 2–2 | 3–2 | 3–0 | 0–2 | 4–4 | 1–3 | —   | 3–1 | 2–3 | 3–0 |
| Sevilla             | 1–0 | 2–0 | 2–5 | 2–2 | 2–1 | 2–0 | 3–0 | 1–1 | 1–1 | 1–0 | 1–0 | 2–1 | 0–0 | 2–0 | 3–5 | 3–2 | 1–0 | —   | 0–2 | 2–2 |
| Valencia            | 3–1 | 3–2 | 0–0 | 1–1 | 2–1 | 2–1 | 0–0 | 1–0 | 1–2 | 2–1 | 1–0 | 3–0 | 3–1 | 5–0 | 2–0 | 1–4 | 2–1 | 4–0 | —   | 0–1 |
| Villarreal          | 1–2 | 1–3 | 2–1 | 0–2 | 4–1 | 1–1 | 3–0 | 0–0 | 1–0 | 0–2 | 4–0 | 2–1 | 2–1 | 2–0 | 3–1 | 2–2 | 4–2 | 2–3 | 1–0 | —   |

## Statistik

### Skytteligan
| Rank | Spelare           | Klubb           | Mål |
| ---- | ----------------- | --------------- | --- |
| 1    | Lionel Messi      | Barcelona       | 34  |
| 2    | Cristiano Ronaldo | Real Madrid     | 26  |
| 3    | Luis Suárez       | Barcelona       | 25  |
| 4    | Iago Aspas        | Celta Vigo      | 22  |
| 5    | Cristhian Stuani  | Girona          | 21  |
| 6    | Antoine Griezmann | Atlético Madrid | 19  |
| 7    | Maxi Gómez        | Celta Vigo      | 17  |
| 8    | Gerard Moreno     | Espanyol        | 16  |
| 8    | Gareth Bale       | Real Madrid     | 16  |
| 8    | Rodrigo           | Valencia        | 16  |